# Phyllopodopsyllus pirgos
Phyllopodopsyllus pirgos är en kräftdjursart som beskrevs av Apostolov 1969. Phyllopodopsyllus pirgos ingår i släktet Phyllopodopsyllus och familjen Tetragonicipitidae. Inga underarter finns listade i Catalogue of Life.